# Money Money
Money Money es un videojuego de plataformas creado en 1983 por la empresa italiana Zaccaria.

## Objetivo del juego
El jugador controla a un banquero que debe llegar al Banco Suizo para retirar dinero de su abultada cuenta. Los ladrones están enterados de esto, y van a hacerle la vida imposible al hombre para poder quedarse ellos con el dinero. Entonces, el banquero deberá saltar edificios, nadar en un mar infestado de cocodrilos y tiburones y conducir un auto a través de un camino bastante sospechoso para poder llegar (si es que puede) al banco en una pieza.
Una vez que el hombre llegue a destino, él empezará a saltar entre sus riquezas mientras de fondo se escucha una melodía. Después de esto, el juego vuelve a comenzar con una dificultad mayor.
Una curiosidad es que Money Money incluye síntesis de voz. Sin embargo, esta es de muy baja calidad. Por tanto, sólo algunos mensajes pueden entenderse claramente, como "Oh, no" (cuando el banquero es atrapado por los ladrones), "Try it again" ("Inténtelo de nuevo", al perder el juego) o "The thief, the thief" ("El ladrón, el ladrón", cuando los ladrones se encuentren cerca del banquero).
- Datos: Q6021737